# Gastronomia d'Astúries
La gastronomia asturiana és la gastronomia tradicional pròpia d'Astúries. Té elements que l'emparenten amb la cuina gallega, la normanda i la bretona. Dos dels plats més coneguts són la fabada i la caldereta. Hi ha més de cent varietats diferents d'excel·lents formatges artesans, dels quals el formatge blau de cabrales és el més popular. La beguda asturiana per excel·lència és la sidra.
Cal tenir en compte que Astúries té dues característiques que queden reflectides en la seva gastronomia; d'una banda té costa al mar Cantàbric, cosa que li proporciona abundants elements marins (peix i marisc), i per altra banda compta amb la serralada Cantàbrica, amb profundes valls en les quals s'hi cria el bestiar en semi-llibertat, donant carn i llet de característiques autòctones, com la vaca casina.